# جيريمي كرو
جيريمي كرو (بالإنجليزية: Jeremy Crowe) مواليد 24 يوليو 1985، هو متسابق دراجات نارية أسترالي. نافس في سباقات بطولة العالم لفئة 125 سي سي. كما شارك في بطولة العالم للسوبرسبورت.